# Salvador de Padreiro
Salvador de Padreiro ist ein Ort und eine ehemalige Gemeinde (Freguesia) im nordportugiesischen Kreis Arcos de Valdevez. In der Gemeinde lebten 301 Einwohner (Stand 30. Juni 2011).
Am 29. September 2013 wurden die Gemeinden Padreiro (Salvador) und Padreiro (Santa Cristina) zur neuen Gemeinde União das Freguesias de Padreiro (Salvador e Santa Cristina) zusammengefasst. Padreiro (Salvador) ist Sitz dieser neu gebildeten Gemeinde.